# Sīāhkalrūd
Sīāhkalrūd (persiska: سیاه کلرود) är en ort i Iran.   Den ligger i provinsen Gilan, i den norra delen av landet, 170 km nordväst om huvudstaden Teheran. Sīāhkalrūd ligger 40 meter över havet och antalet invånare är 793.
Terrängen runt Sīāhkalrūd är varierad.Runt Sīāhkalrūd är det ganska tätbefolkat, med 134 invånare per kvadratkilometer. Närmaste större samhälle är Rūdsar, 18,4 km nordväst om Sīāhkalrūd. I omgivningarna runt Sīāhkalrūd växer i huvudsak blandskog.